# إيوبوت الثاني
إيوبوت الثاني (بالإنجليزية: Iuput II)‏ أو أوبوت الثاني (بالإنجليزية: Auput II)‏ كان حاكمًا لـ ليونتوبوليس، في منطقة دلتا النيل في مصر السفلى، والذي حكم خلال القرن الثامن قبل الميلاد، في أواخر الفترة الانتقالية الثالثة.

## فترة حكمه
كان حليفًا لتف ناخت سايس الذي قاوم غزو مصر السفلى من قبل الملك الكوشي بعنخي. حكم إيوبوت الثاني خلال فترة فوضى من الفترة الانتقالية الثالثة عندما سيطر العديد من الملوك على مصر السفلى، بما في ذلك أوسوركون الرابع في بوباستيس والأمير تف ناخت في سايس.
السنة 21 من حكم إيوبوت الثاني موثقة على لوحة من منديس. يذكر عالم المصريات البريطاني كينيث كيتشن أن هذه اللوحة المؤرخة التي يظهر عليها الزعيم ما سمينديز، ابن حار ناخت وحاكم مينديس، تحمل اسم إيوبوت ولكنها تفتقر إلى اسمه الملكي أو اسمه. ومع ذلك، يمكن أن يرتبط الأصل المصري السفلي الواضح للوحة بالعديد من المعالم التي تحمل اسم «الملك وسر ماعت رع ست إيب إن آمون، إيوبوت سي-باست، من الدلتا» مما يعني أن اسم عرش إيوبوت الثاني كان وسر ماعت رع-ست إيب إن-آمون /رع. تم نشر لوحة العام الحادي والعشرين لإيوبوت الثاني بالكامل عام 1982.
بعد هزيمة بعنخي لتحالف تف ناخت وغزو مصر السفلى حوالي العام 20 من عهده، سمح الملك النوبي لإيوبوت الثاني بالبقاء في السلطة كحاكم محلي لليونتوبوليس وفقًا للوحة النصر من جبل البركل.

## آثاره
يعود تاريخ لوحة إيوبوت الثاني المنديسية إلى عامه الحادي والعشرين. تشمل الآثار أو الأشياء الأخرى من عهده " قاعدة تمثال وسي ما رع ست إيب إن آمون، إيوبوت مري آمون سي-باست من تل اليهودية، لوحة زجاجية الآن في متحف بروكلين، ومفصلة باب برونزية من تل المقدام الذي يحمل ألقاب متطابقة للملك مع ذكر الزوجة الملكية العظيمة، تينت.

### لوحة إيوبوت الثاني القديمة
تعتبر لوحة متحف بروكلين غريبة لأنها تصور إيوبوت الثاني بأسلوب يختلف كثيرًا عن معايير الفترة الانتقالية الثالثة: فبدلاً من امتلاك شخصية طويلة الساق ونحيلة، فإن إيوبوت أقصر وأكثر قوة، وهو تشبه إسلوب فن المملكة المصرية القديمة. لهذا السبب، تم اعتبار اللوحة دليلاً على أن الميول القديمة التي يعتقد أنها نشأت في النوبة وانتشرت في مصر خلال الأسرة الخامسة والعشرين، هي في الواقع أسبق ونشأت من الدلتا، وتبناها فناني كوش (ولاحقًا سايس) فقط.